# Liste de groupes de média
 (juin 2025).
Si vous disposez d'ouvrages ou d'articles de référence ou si vous connaissez des sites web de qualité traitant du thème abordé ici, merci de compléter l'article en donnant les références utiles à sa vérifiabilité et en les liant à la section « Notes et références ».
 (juin 2025).
Cette page donne une liste non exhaustive de groupes d'entreprises de média par localisation du siège social.

## Afrique du Sud
- Naspers

## Allemagne
- Bertelsmann

## Belgique
- Groupe Rossel
- Roularta
- Edition Ventures

## Brésil
- Organizações Globo

## Chine
- ByteDance, dont TikTok
- Tencent

## Espagne
- Prisa
- Mediaset
- Televisió de Catalunya (public)
- Groupe Mediapro
- Groupe Godo

## États-Unis
Les États-Unis sont la première puissance dans le secteur des médias, avec neuf des dix plus importantes entreprises mondiales.
- Apple, dont Apple TV+ et Apple Music
- Alphabet, dont Google, YouTube
- Amazon, dont Prime Video
- Comcast, dont NBCUniversal
- Discovery
- Dish Network
- Facebook
- Fox Networks Group, dont 21st Century Fox et Fox Entertainment Group
- Hearst Corporation
- Liberty Media
- Netflix
- News Corp
- Omnicom Group
- Paramount Global, anciennement Viacom CBS
- Sony Corporation of America
- Walt Disney Company
- WarnerMedia (AT&T)

## France
- Groupe 1981
- Altice Média, dont BFM TV, NextRadioTV, RMC Sport, Groupe L'Express
- Groupe Amaury
- Bertelsmann, dont Groupe M6, RTL
- Audiovisuel public, dont Radio France, France Télévisions, INA
- Groupe Centre France
- CMA CGM Médias, dont Groupe La Provence, Corse-Matin
- Czech Media Invest
- Groupe EBRA
- Groupe Espace
- Iliad (holding Xavier Niel) : Groupe Le Monde, France-Antilles, Turf Éditions
- Groupe La Dépêche
- Le Monde libre, dont Groupe Le Monde, L'Obs
- Groupe Nouvelle République du Centre-Ouest
- Groupe NRJ
- Groupe Marie Claire
- Reworld Media
- Groupe SIPA - Ouest-France, dont Publihebdos
- Groupe Sud Ouest
- Groupe Télégramme
- Groupe TF1 (Bouygues)
- Vivendi, dont Groupe Canal+, Prisma Media, Lagardère Active, Europe 1

## Guinée
- CIS Médias
- Hadafo Médias

## Italie
- Fininvest

## Japon
- Shūeisha
- Sony

## Qatar
- Al Jazeera Media Network

## Royaume-Uni
- British Broadcasting Corporation
- Comcast, dont Sky
- ITV
- Pearson Group

## Suisse
- Edipresse
- SRG SSR idée suisse

voir aussi la liste des chaînes de télévision suisses

## Turquie
- Albayrak Medya Grubu
- Ciner Medya Grubu
- Çukurova Medya Grubu
- Doğan Medya Grubu
- Doğuş Yayın Grubu
- Göktuğ Medya Grubu
- İhlas Holding
- Saran Holding
- Turkuvaz Medya Grubu
- Yeni Asya Medya Grubu
- Yeni Dünya Medya Grubu